# 大野政吉
大野 政吉（おおの まさきち、1884年（明治17年）4月14日 - 1970年（昭和45年）7月31日）は、日本の技術者、実業家。旭硝子（現AGC）社長や、窯業協会会長を務めた。

## 人物・経歴
東京生まれ。1906年東京高等工業学校（現東京工業大学）窯業科卒業、農商務省入省。1907年島田硝子製造所入社。1908年に旭硝子入社後、尼崎工場長、鶴見工場長、牧山工場長、技術課長、支配人、取締役等を務め、日本初の窓ガラスの本格量産化を成功させた。
1927年大日本窯業協会理事長。旭硝子常務取締役を経て、山田三次郎会長が死去した1939年から旭硝子社長及び旭化学工業奨励会理事長を務めた。1940年緑綬褒章受章。
1941年日本光学工業取締役。1942年化学工業統制会設立委員。1944年高山耕山化学陶器社長。1953年旭硝子顧問。1960年窯業協会会長。1967年勲三等旭日中綬章受章。1970年日本セラミックス協会名誉会員。同年従四位。